# Labeo erythropterus
Labeo erythropterus és una espècie de peix cipriniforme de la família dels ciprínids.

## Morfologia
Els mascles poden assolir els 70 cm de longitud total.

## Distribució geogràfica
Es troba a la conca del riu Mekong i a les illes indonèsies de Java i Sumatra.